# Альтбир
Альтбир (нем. Altbier, от нем. alt — «старый, прежний» и Bier — «пиво»), сокращённо (сленговое) альт (нем. Alt), либо диалектное аль от нижненемецкого dat aale Bier — тёмный сорт немецкого пива, приготавливаемый традиционным (старым) способом верхового брожения в Дюссельдорфе и нижнем течении Рейна.

## История
Родиной альтбир является Порейнье (ныне часть земли Северный Рейн-Вестфалия). Вплоть до начала XVI века это был единственный вид пива, производившийся на севере Германии.
Название «альтбир» пиво приобрело только в 1800-х гг., когда появилось другое пиво — лагер, ставшее со временем самым популярным в мире. До этого альтбир называли в Вестфалии просто «пивом».
С изобретением холодильных агрегатов стало возможным круглогодичное низкотемпературное (4—9 °C) варение пива низовым брожением (лагер), более технологичное (увеличенный срок хранения) по сравнению с верховым брожением (15—20 °C), остающимся традиционным способом в Вестфалии.
Производители дюссельдорфского альтбира на протяжении сотен лет находятся в соперничестве с производителями другого, не менее известного сорта рейнского пива — кёльша (из Кёльна).

## Современный альтбир
Доля альтбира среди сортов пива, производимых в Германии, не превышает 2-3 %. В барах Дюссельдорфа альтбир не принято пить из больших кружек или бокалов: стандартная порция — 200 мл.
Альтбир имеет выраженный вкус хмеля, прозрачный медно-красный оттенок, устойчивую пену и содержит около 4,8 % алкоголя.
К числу популярных марок хмельного альтбира относятся Schlösser, Uerige, Schumacher, Füchschen и Schlüssel.